# Ashford (Alabama)
Ashford – miasto w Stanach Zjednoczonych, w stanie Alabama, w hrabstwie Houston. W 2010 r. miasto to zamieszkiwało 2148 osób. W roku 2023 liczba mieszkańców wzrosła do 2329 osób, a gęstość zaludnienia do 144,5 osoby/km².